# Liste der Naturdenkmale in Gau-Heppenheim
Die Liste der Naturdenkmale in Gau-Heppenheim nennt die im Gemeindegebiet von Gau-Heppenheim ausgewiesenen Naturdenkmale (Stand 29. Februar 2024).

## Ehemalige Naturdenkmale
| Nr.         | Bezeichnung                         | Lage                                       | Beschreibung | Bild                                    |
| ----------- | ----------------------------------- | ------------------------------------------ | --- | --------------------------------------- |
| ND-7331-459 | Windschutzgehölz um die Mohrenmühle | nördlich des Ortes an der Mohrenmühle Lage | Ulmus minor, mehrere Bäume; flächenhaftes Naturdenkmal; Rechtsverordnung aufgehoben, Teil des Landschaftsschutzgebietes Selztal | Direkt Bild zu diesem Denkmal hochladen |